# Нахера, Мануэль (футболист)
Мануэль Нахера Сильер (исп. Manuel Nájera Siller род. 20 декабря 1952, Морелос) — мексиканский футболист, игрок сборной Мексики.

## Карьера
Мануэль начал свою карьеру в составе футбольного клуба «Атлетико Сакатепек», в 1971 году. В 1973 году перешел в состав, ФК «Пуэбла», однако и там не задержался надолго, и уже в 1975 перешел в футбольный клуб «Леонес Негрос». В его составе он провел 105 матчей, в которых забил 1 гол.
С 1972 года выступал за сборную Мексики, провел в ее составе 20 матчей. Принимал участие в чемпионате мира 1978 года.